# Sundance (álbum)
Sundance es un álbum de estudio del compositor y pianista de jazz estadounidense Chick Corea, publicado a través de Groove Merchant en 1969. Blue Note Records lo reeditó en 2002 junto al disco Is y otras versiones en el disco compilatorio titulado The Complete "Is" Sessions.  

## Lista de canciones
Cara B
1. "The Brain" (Corea) – 10:09
2. "Song of Wind" (Corea) – 8:05

Cara B
1. "Converge" (Corea) – 7:59
2. "Sundance" (Corea) – 10:02

## Créditos
- Chick Corea – piano
- Hubert Laws – piccolo
- Jack De Johnette – batería
- Dave Holland – contrabajo
- Woody Shaw – trompeta
- Horace Arnold – batería
- Bennie Maupin - saxofón tenor